# شریفه بنی‌هاشمی
شریفه بنی هاشمی (زاده ١٣٣٣، بندرعباس) بازیگر تئاتر، نمایشنامه‌نویس و نویسنده مهاجر بندرعباسی ساکن آلمان است.
رمان «خرچنگ‌ها بر ساحل» او که در پاریس منتشر شده‌است داستان ایرانیان مهاجر نسل او در بستر تاریخی دهه ۱۳۵۰ تا کشتار ۶۷ است.
شریفه بنی‌هاشمی دختر عموی حسن بنی‌هاشمی فیلمساز جریان «سینمای آزاد» ایرانی است.

## زندگی و کار

### تئاتر
بنی‌هاشمی از ۱۳۵۱ در حالی که در کتابخانه کانون پرورش فکری کودکان و نوجوانان بندرعباس فعالیت می‌کرد وارد عرصه بازیگری تئاتر شد. سال ۱۳۵۲ به دانشکده هنرهای زیبای دانشگاه تهران وارد شد و تا سال ۱۳۵۹ که از آن‌جا فارغ‌التحصیل شد در چندین نمایشنامه بازی کرد. بنی‌هاشمی در سال ۱۳۶۳ به برلین آلمان کوچ کرد. در آلمان تحصیل در رشته نمایش را در دانشگاه آزاد برلین ادامه داد. شریفه بنی‌هاشمی به پدید آمدن یکی از نخستین گروه‌های تئاتر ایرانی در برلین به نام «صورتک» یاری رساند. او مدتی از فعالیت بر صحنه کناره گرفت اما از سال ۱۹۹۵ میلادی تا کنون به صورت مداوم به کار در بخش‌های مختلف تئاتر پرداخته است. بنی‌هاشمی همچنین در زمینه تئاتر پداگوژیک (تئاتر آموزشی کودکان و نوجوانان) با گروه Schatzruhe به سرپرستی میترا زاهدی همکاری کرده‌است.

### داستان‌نویسی
شریفه بنی‌هاشمی علاوه بر فعالیت در عرصه تئاتر داستان هم می‌نویسد و در نقدنویسی هم فعالیت دارد. بنی‌هاشمی تا کنون یک مجموعه داستان کوتاه و یک رمان منتشر کرده‌است.

## فعالیت‌های نمایشی

### بازیگری در ایران
- خواستگاری (۱۳۵۱) - نویسنده: آنتوان چخوف - کارگردان: عبدالهادی معتمدی
- زار (۱۳۵۲) - نویسنده و کارگردان: عبدالهادی معتمدی
- استثناء و قاعده (۱۳۵۳) - نویسنده: برتولت برشت - کارگردان: سیروس شاملو
- عروسی خون (۱۳۵۳) - نویسنده: فدریکو گارسیا لورکا - کارگردان: مهدی هاشمی
- سلامان و آبسال (انجمن فرهنگی ایران و آمریکا، ۱۳۵۴) - نویسنده: هوشنگ گلشیری - کارگردان: کامران فاضل
- آهو (۱۳۵۸) - نویسنده: بهرام بیضائی - کارگردان: امیر حمزه
- خانه برناردا آلبا (۱۳۵۹) - نویسنده: فدریکو گارسیا لورکا - کارگردان: نسرین حکمت[۷]

### بازیگری در خارج از ایران
- خاله سوسکه و آقاموشه (۱۹۸۸) - تنظیم و کارگردانی: بهار نادری
- چهار صندوق (۱۹۹۰) - نویسنده: بهرام بیضائی - کارگردان: سعید شباهنگ
- زن و اژدها (۱۹۹۵) - نویسنده: فرهاد پایار - کارگردان: میترا زاهدی
- آخرین شب شهرزاد (۱۹۹۶) - نویسنده: بهرام مرادی - کارگردان: میترا زاهدی (اقتباس از نمایشنامه مرگ و دختر اثر آریل دورفمن نمایشنامه نویس شیلیایی)
- Der Star 1997 - برداشت آزاد از: هلموت کاژار (نمایشنامه‌نویس لهستانی) - کارگردان: نیکشا اتِروویچ
- پرومته در اوین (۱۹۹۷–۱۹۹۸) - نویسنده وکارگردان: ایرج جنتی عطائی
- در برزخ (۱۹۹۹–۲۰۰۰) - نویسنده و کارگردان: فرهاد پایار
- آقای دن کیشوت (۲۰۰۱) - نویسنده و کارگردان: فرهاد پایار
- TV Show 2001 - نویسنده و کارگردان: شریفه بنی‌هاشمی
- زن و شاعر (۲۰۰۱) - نویسنده و کارگردان: شریفه بنی‌هاشمی - کرئوگرافی و موزیک: منصور حسینی
- زن و شاعر (اجرای دوم ۲۰۰۵) - نویسنده و کارگردان: شریفه بنی‌هاشمی - تنظیم برای صحنه: میترا زاهدی
- رکسانا و هفت خان پرواز (۲۰۰۶) - نویسنده، طراح و سازنده لباس: شریفه بنی‌هاشمی - کارگردان و مترجم متن: میترا زاهدی
- کلارا و یاکوب و سه تار موی طلایی شیطان (۲۰۰۵) - برگرفته از: برادران گریم - کارگردان: میترا زاهدی
- عشاق را نجات بده (۲۰۰۵) - طراحی لباس: شریفه بنی‌هاشمی
- هزار و یک شب (۲۰۰۶) - نویسندگی، کارگردانی مشترکاً: شریفه بنی‌هاشمی- مارتین شوایتزر
- نشیب‌ها و فرازها (۲۰۰۸) - اجرا: میترا زاهدی[۷]

## کتاب‌ها
- یادداشت‌های خانم هله‌مان (۲۰۰۷ نشر باران، سوئد)[۸]
- خرچنگ‌ها بر ساحل (۲۰۱۴ انتشارات خاوران، فرانسه) - رمان[۹]
- رکسانا و هفت‌خان پرواز (۱۳۹۴ انتشارات هفت رنگ - تهران) - نمایشنامه[۹]